# Presidents de Trentino-Tirol del Sud
La llista dels Presidents de la regió Trentino – Tirol del Sud des del 1946. A partir de les eleccions regionals de Trentino-Tirol del Sud de 2003 les funcions de president regionals són assignades als presidents de la província de Trento i del Tirol del Sud per rotació.
| President          | Partit | Període   | Legislatura      |
| ------------------ | ------ | --------- | ---------------- |
| Tullio Odorizzi    | DC     | 1949–1953 | I Legislatura    |
| Tullio Odorizzi    | DC     | 1953–1957 | II Legislatura   |
| Tullio Odorizzi    | DC     | 1957–1961 | III Legislatura  |
| Luigi Dalvit       | DC     | 1961–1965 | IV Legislatura   |
| Luigi Dalvit       | DC     | 1965–1967 | V Legislatura    |
| Giorgio Grigolli   | DC     | 1967–1969 | V Legislatura    |
| Giorgio Grigolli   | DC     | 1969–1973 | VI Legislatura   |
| Bruno Kessler      | DC     | 1974–1976 | VII Legislatura  |
| Flavio Mengoni     | DC     | 1976–1977 | VII Legislatura  |
| Spartaco Marziani  | DC     | 1977–1979 | VII Legislatura  |
| Enrico Pancheri    | DC     | 1979–1984 | VIII Legislatura |
| Pierluigi Angeli   | DC     | 1984–1987 | IX Legislatura   |
| Gianni Bazzanella  | DC     | 1987–1989 | IX Legislatura   |
| Gianni Bazzanella  | DC     | 1989–1992 | X Legislatura    |
| Tarcisio Andreolli | DC     | 1992–1994 | X Legislatura    |
| Tarcisio Grandi    | PPI    | 1994–1999 | XI Legislatura   |
| Margherita Cogo    | DS     | 1999–2002 | XII Legislatura  |
| Carlo Andreotti    | PATT   | 2002–2004 | XII Legislatura  |
| Luis Durnwalder    | SVP    | 2004–2006 | XIII Legislatura |
| Lorenzo Dellai     | Civica | 2006–2009 | XIII Legislatura |
| Luis Durnwalder    | SVP    | 2008-2011 | XIV Legislatura  |
| Lorenzo Dellai     | UpT    | 2011-2012 | XIV Legislatura  |
| Alberto Pacher     | PD     | 2012-2014 | XIV Legislatura  |
| Ugo Rossi          | PATT   | 2014-2016 | XV Legislatura   |
| Arno Kompatscher   | SVP    | 2016-     | XV Legislatura   |